# MSV von der Goltz Tilsit
MSV von der Goltz Tilsit (celým názvem: Militärsportverein von der Goltz Tilsit) byl německý vojenský sportovní klub, který sídlil ve východopruském městě Tilsit (dnešní Sovetsk v Kaliningradské oblasti). Klub patřil pod pozemní jednotky Wehrmacht. Zanikl v roce 1945 po sovětsko-polské anexi Pruska.
Největším úspěchem klubu byla celkem čtyřletá účast v Gaulize Ostpreußen, jedné ze skupin tehdejší nejvyšší fotbalové soutěže na území Německa.

## Historické názvy
- 192? – Polizei SV Tilsit (Polizeisportverein Tilsit)
- 1936 – MSV von der Goltz Tilsit (Militärsportverein von der Goltz Tilsit)

## Umístění v jednotlivých sezonách
Stručný přehled
Zdroj: 
- 1935–1938: Gauliga Ostpreußen – sk. Gumbinnen
- 1938–1939: Gauliga Ostpreußen

Jednotlivé ročníky
Zdroj: 
Legenda: Z - zápasy, V - výhry, R - remízy, P - porážky, VG - vstřelené góly, OG - obdržené góly, +/- - rozdíl skóre, B - body, červené podbarvení - sestup, zelené podbarvení - postup, fialové podbarvení - reorganizace, změna skupiny či soutěže
| Velkoněmecká říše (1935 – 1939) |                                    |        |    |   |   |    |    |    |     |    |        |
| Sezóny                          | Liga                               | Úroveň | Z  | V | R | P  | VG | OG | +/- | B  | Pozice |
| 1935/36                         | Gauliga Ostpreußen – sk. Gumbinnen | 1      | 12 | 6 | 4 | 2  | 41 | 22 | +19 | 16 | 3.     |
| 1936/37                         | Gauliga Ostpreußen – sk. Gumbinnen | 1      | 12 | 6 | 3 | 3  | 33 | 26 | +7  | 15 | 3.     |
| 1937/38                         | Gauliga Ostpreußen – sk. Gumbinnen | 1      | 12 | 7 | 1 | 4  | 48 | 22 | +26 | 15 | 2.     |
| 1938/39                         | Gauliga Ostpreußen                 | 1      | 18 | 7 | 1 | 10 | 31 | 51 | -20 | 15 | 7.     |